# Mercedes-Benz L 911
 (octobre 2023).
Le Mercedes-Benz L 911 est un camion moyen à deux essieux de la marque Mercedes-Benz construit à l’usine Mercedes-Benz de Mannheim. Il fut produit à partir de 1961 et remplaça le L 312. Le véhicule était vendu sous le nom de L 328 jusqu’en 1963. Le L 911 à capot court était disponible en tant que camion à plateau ou à benne basculante, en tant que châssis pour carrosseries spéciales et en tant que tracteur routier, avec ou sans transmission intégrale. Il a également été construit en tant que camion à cabine sur moteur.

## Aperçu
Le L 911 appartient à la gamme de modèles des camions à capot court de Mercedes-Benz, relancée en 1959 avec le L 1113. Les moteurs du camion à capot court étaient entièrement nouveaux par rapport au L 312, mais les moteurs à préchambre comme le moteur OM 312 du L 312 d’une cylindrée de 4 580 cm³ et d’une puissance de 100 ch (74 kW) ont continué à être utilisés dans le L 911 jusqu’en mai 1962 au moins. Au plus tard en novembre 1962, les moteurs OM 321 ont été installés, d’une cylindrée de 5 103 cm³ et d’une puissance de 110 ch (81 kW). À partir de 1964, les moteurs à préchambre ont finalement été remplacés par les moteurs à injection directe OM 352 d’une cylindrée de 5 675 cm³, qui ont été limités à 110 ch (81 kW). Comparés aux moteurs à préchambre, ils se caractérisent par un couple plus élevé et consommaient moins de carburant. Un prototype avec un moteur OM 352 non régulé, produisant 130 ch (96 kW), a également été construit pour l’Office fédéral de la protection de la population et des secours en cas de catastrophe. À partir de 1967, les véhicules ont subi un important lifting, au cours duquel le pare-brise des véhicules à capot court a été relevé. Les véhicules à cabine sur moteur ont reçu un tout nouveau look.

### Modèles
Le L 911 était disponible en différentes versions :
- L 911 : modèle de base, plateau ou châssis, propulsion arrière
- LK 911 : benne à propulsion arrière
- LA 911 : plateau ou châssis à quatre roues motrices
- LAK 911 : benne à quatre roues motrices
- LS 911 : tracteur à propulsion arrière
- LAS 911 : tracteur à quatre roues motrices
- LP 911 : plateau ou châssis à traction avant
- LPS 911 : tracteur à traction avant
- LAF 911 : véhicule pour carrosseries spéciales à quatre roues motrices

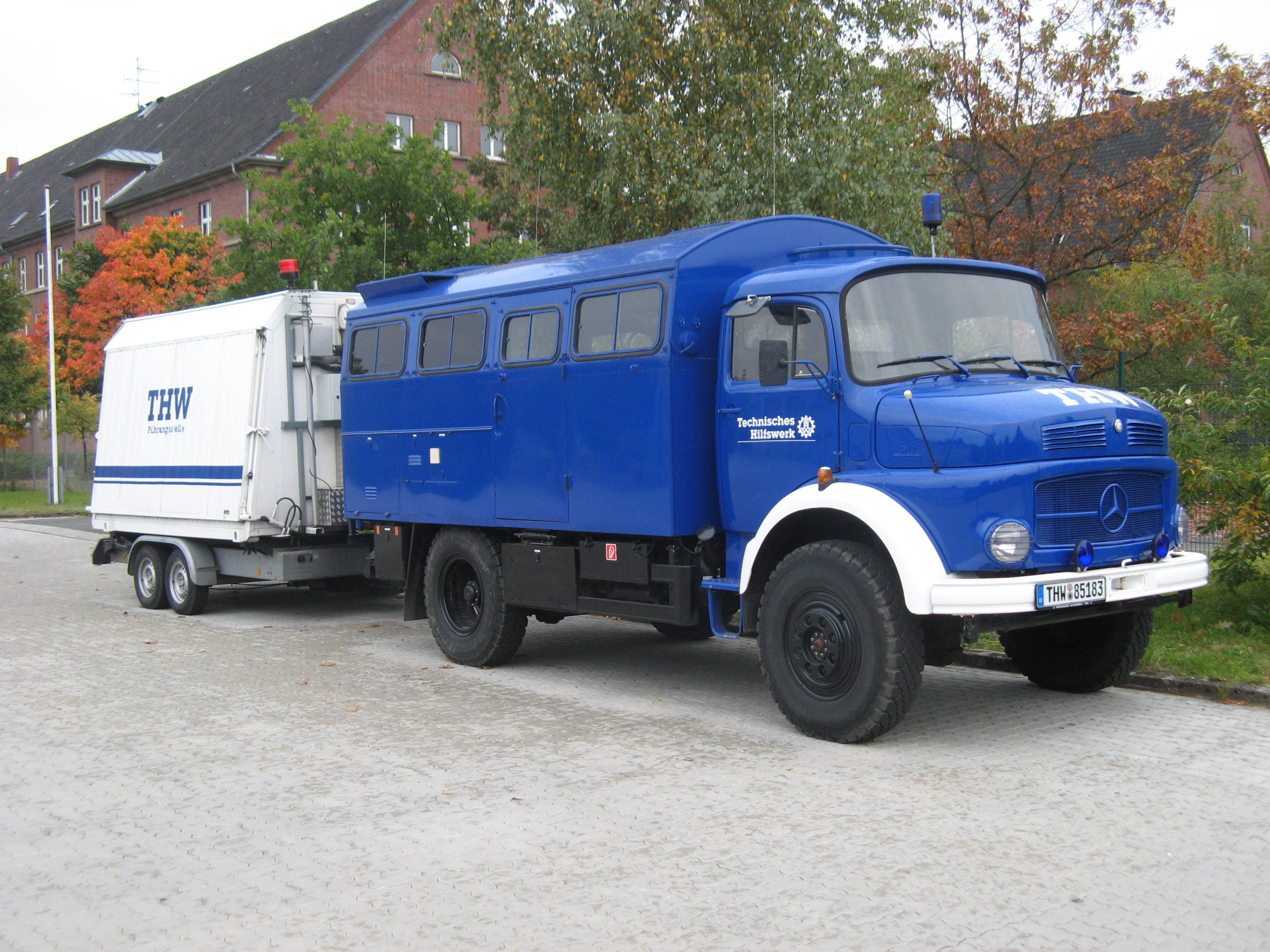
LAF 911 (1984)
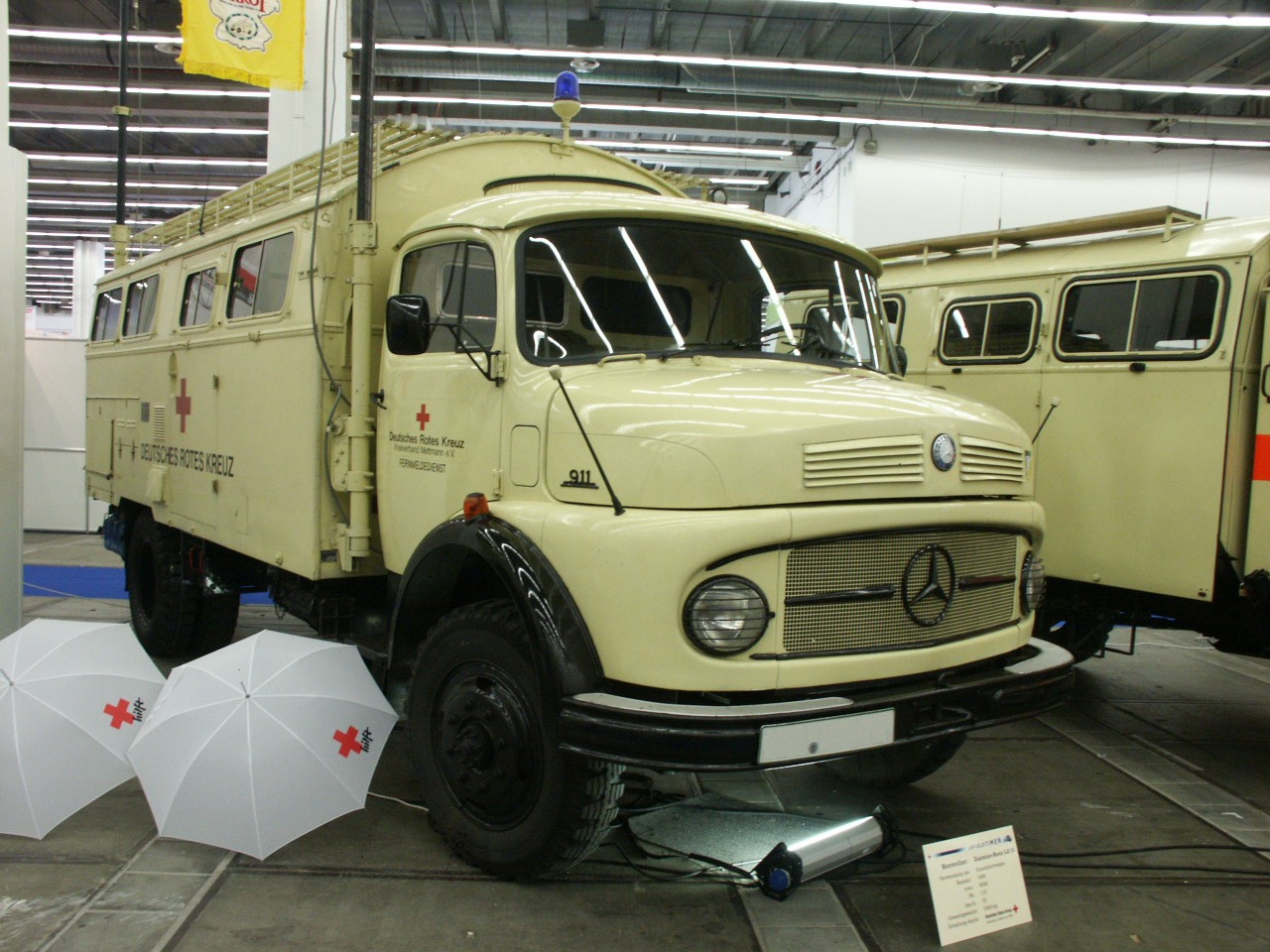
LA 911 (1966)
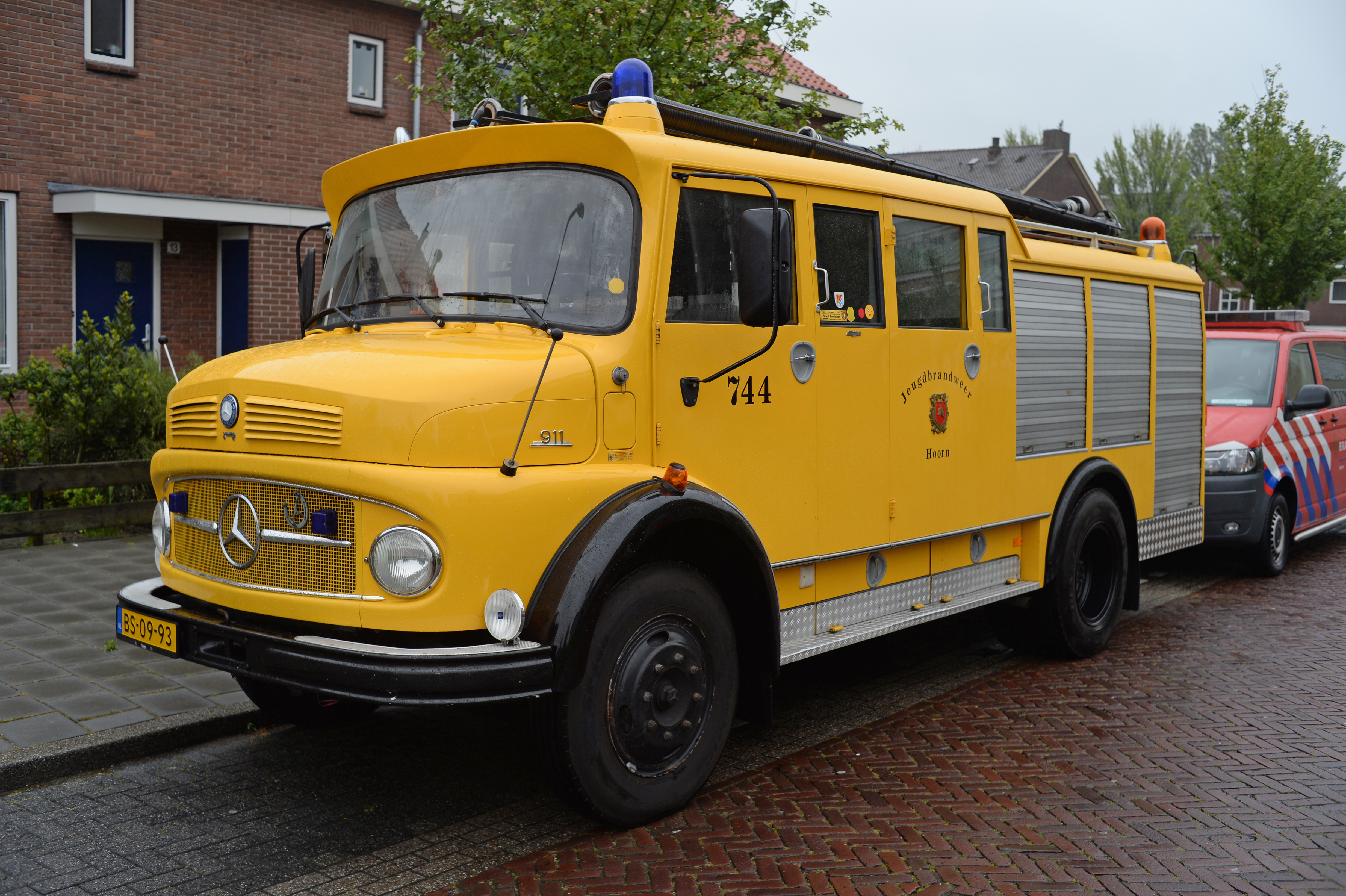
L 911 (1971)
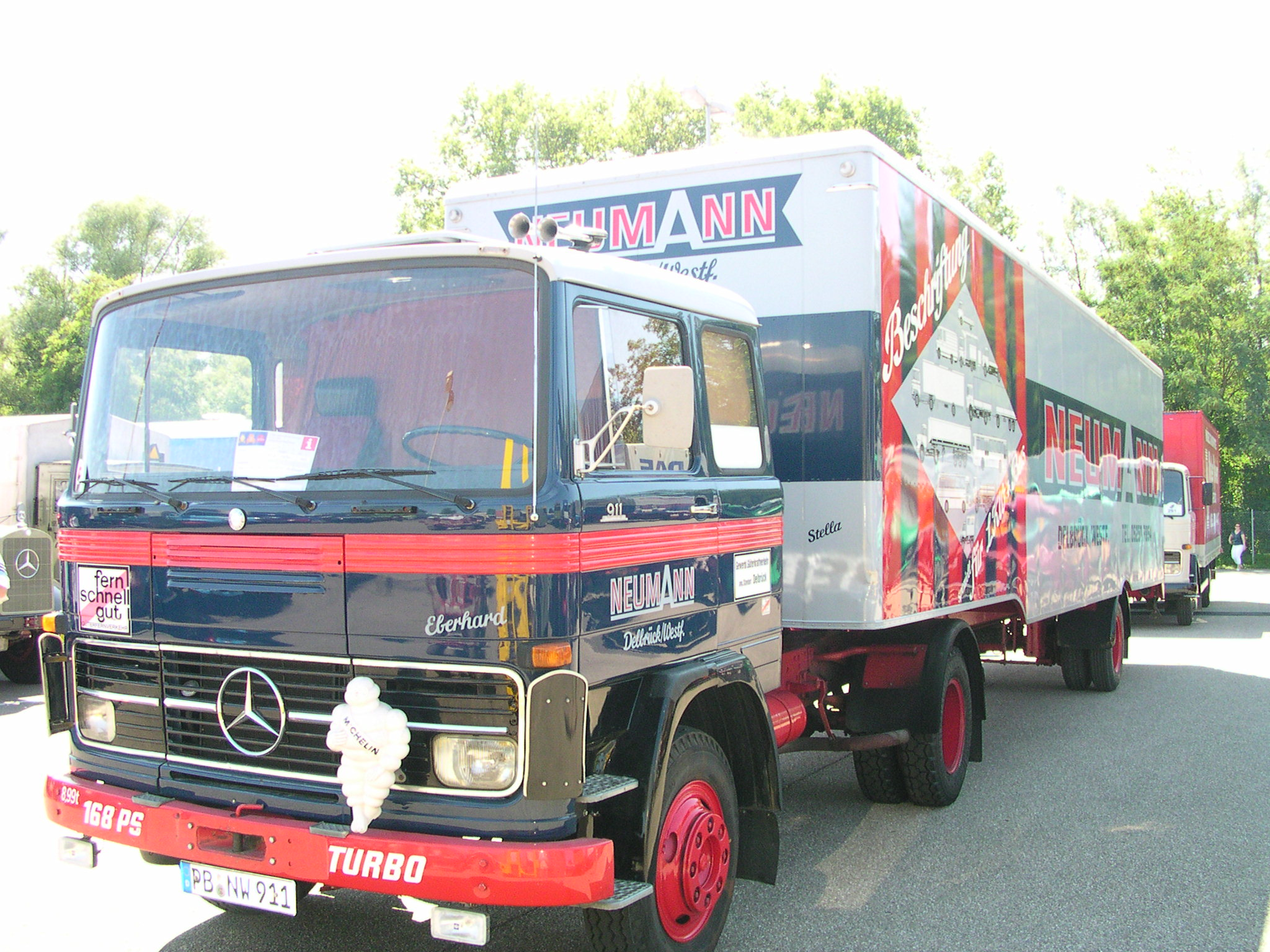
LPS 911 (1967)
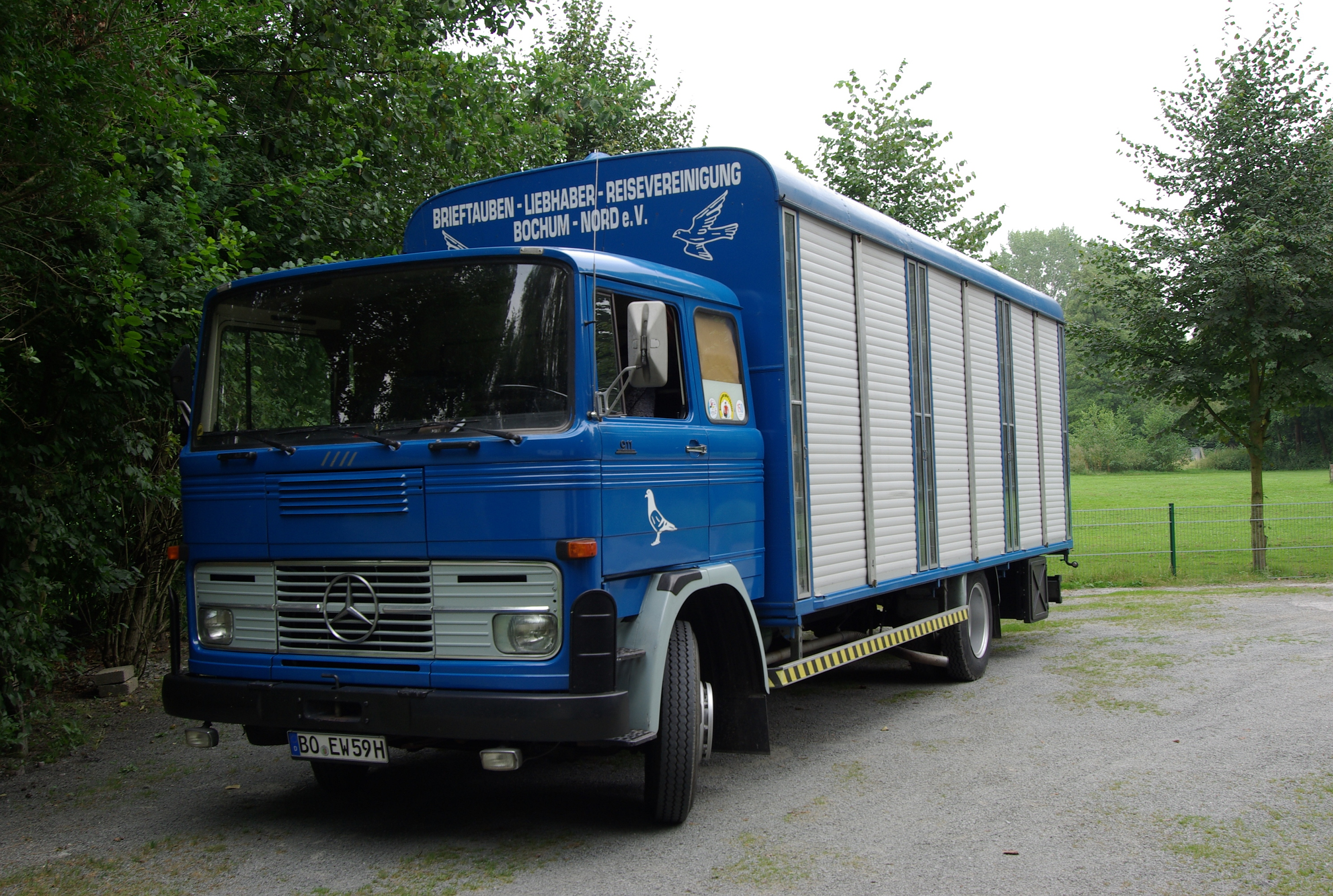
LP 911 (1967)
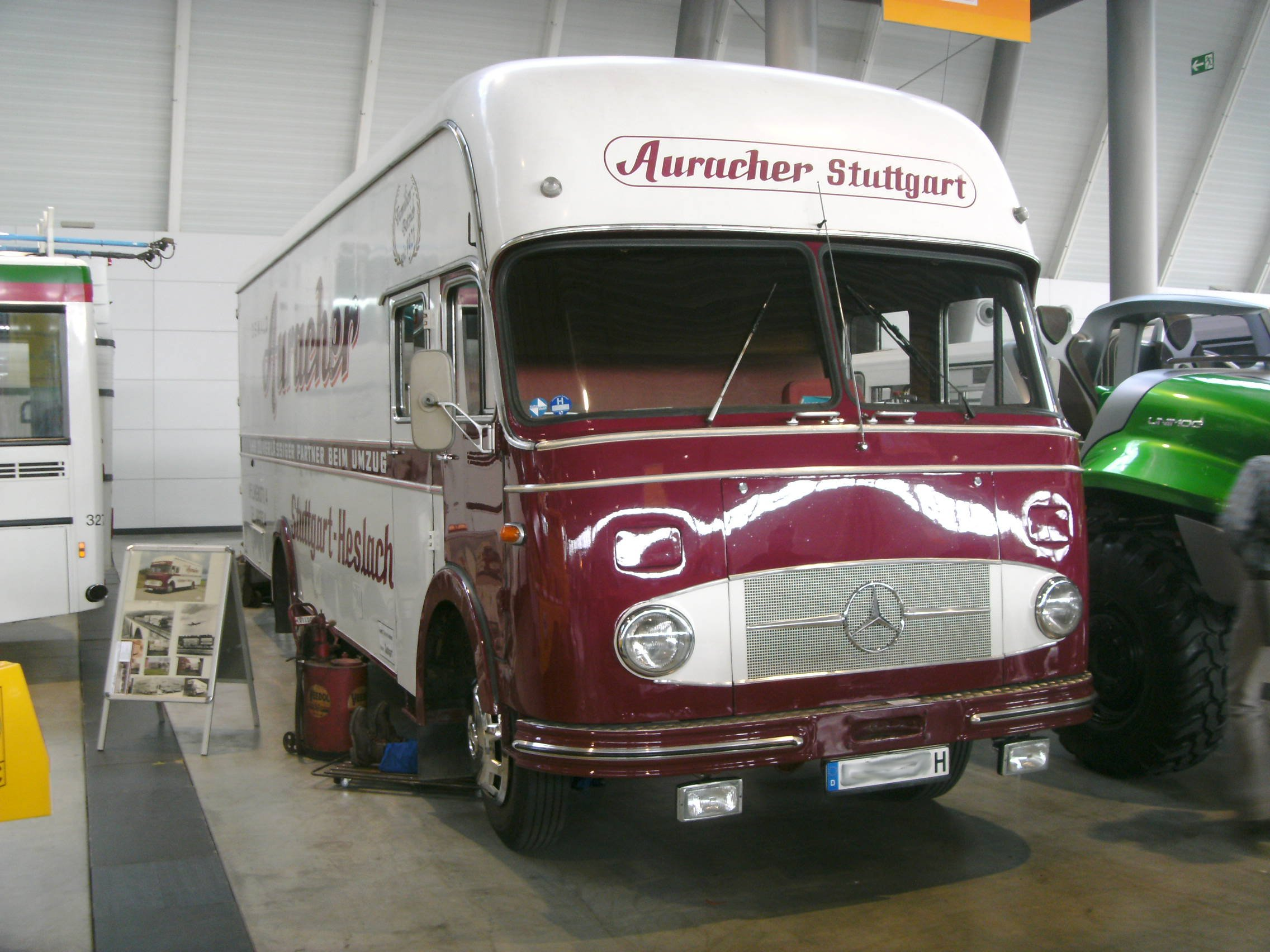
LP 911 (1965)

## Technologie

### Châssis et transmission

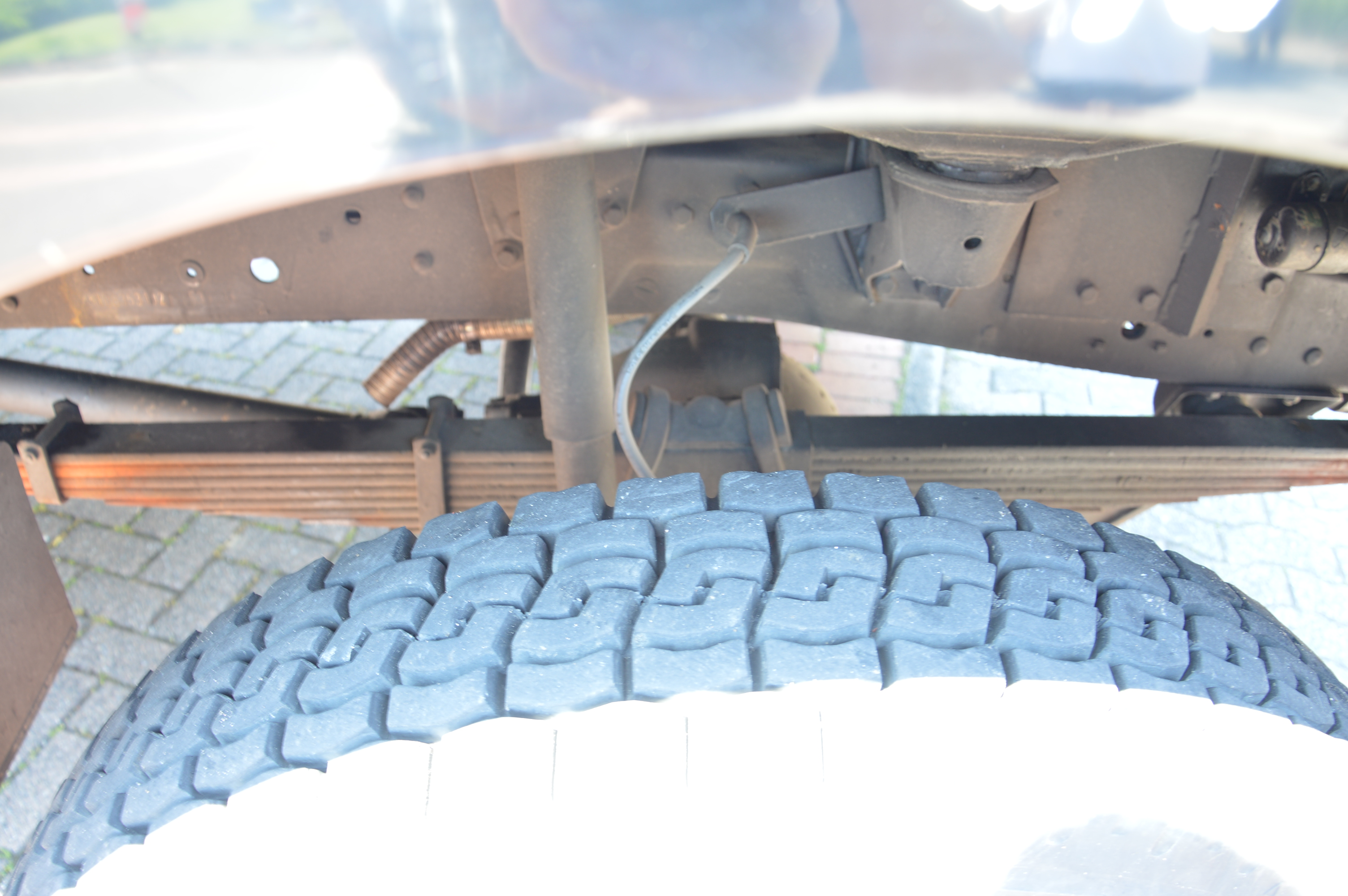
Ressort à lames de l’essieu avant d’un LAF 911, amortisseur télescopique également bien visible

Tous les modèles de L 911 sont des camions à deux essieux avec un châssis en échelle et un essieu rigide à l’avant et à l’arrière. Les essieux sont suspendus sur des ressorts à lames semi-elliptiques et l’essieu arrière dispose également de ressorts supplémentaires. L’essieu avant est amorti par des amortisseurs télescopiques. Les quatre roues sont des roues à disques en acier, l’essieu arrière est équipé de pneus doubles, l’essieu avant est équipé de pneus simples. En standard, les pneus de taille 8,25-20 sont montés sur des jantes à épaulement à biseau divisé de taille 6,5-20. Outre Daimler-Benz, les fournisseurs du système de freinage étaient Bosch et Teves. Le système de freinage est un système de freinage à double circuit à commande hydraulique avec assistance au freinage pneumatique à chambre unique; La force de freinage agit sur des tambours de frein d’un diamètre de 400 mm sur les roues avant et de 408 mm sur les roues arrière, à l’exception des véhicules à cabine sur moteur de 1967, dont le diamètre des tambours de frein est de 418 mm. Le frein à main est un frein à ressort et agit sur les roues arrière. La direction est fabriquée par Daimler-Benz et est un système de direction a recirculation de billes avec un tirant non divisé. Tous les véhicules étaient disponibles avec conduite à gauche ou à droite.
La puissance est transférée depuis le moteur vers la transmission via un embrayage à sec monodisque Fichtel & Sachs H 32. La transmission est une boîte de vitesses de Daimler-Benz à cinq vitesses entièrement synchronisée, verrouillée sur le moteur. Le changement de vitesse s’effectue à l’aide d’un levier de vitesses situé à côté du siège conducteur, ce qui a un effet direct sur la transmission. La puissance motrice est transférée depuis la transmission via un arbre à cardan vers un essieu à pignon conique hypoïde sur l’essieu arrière.

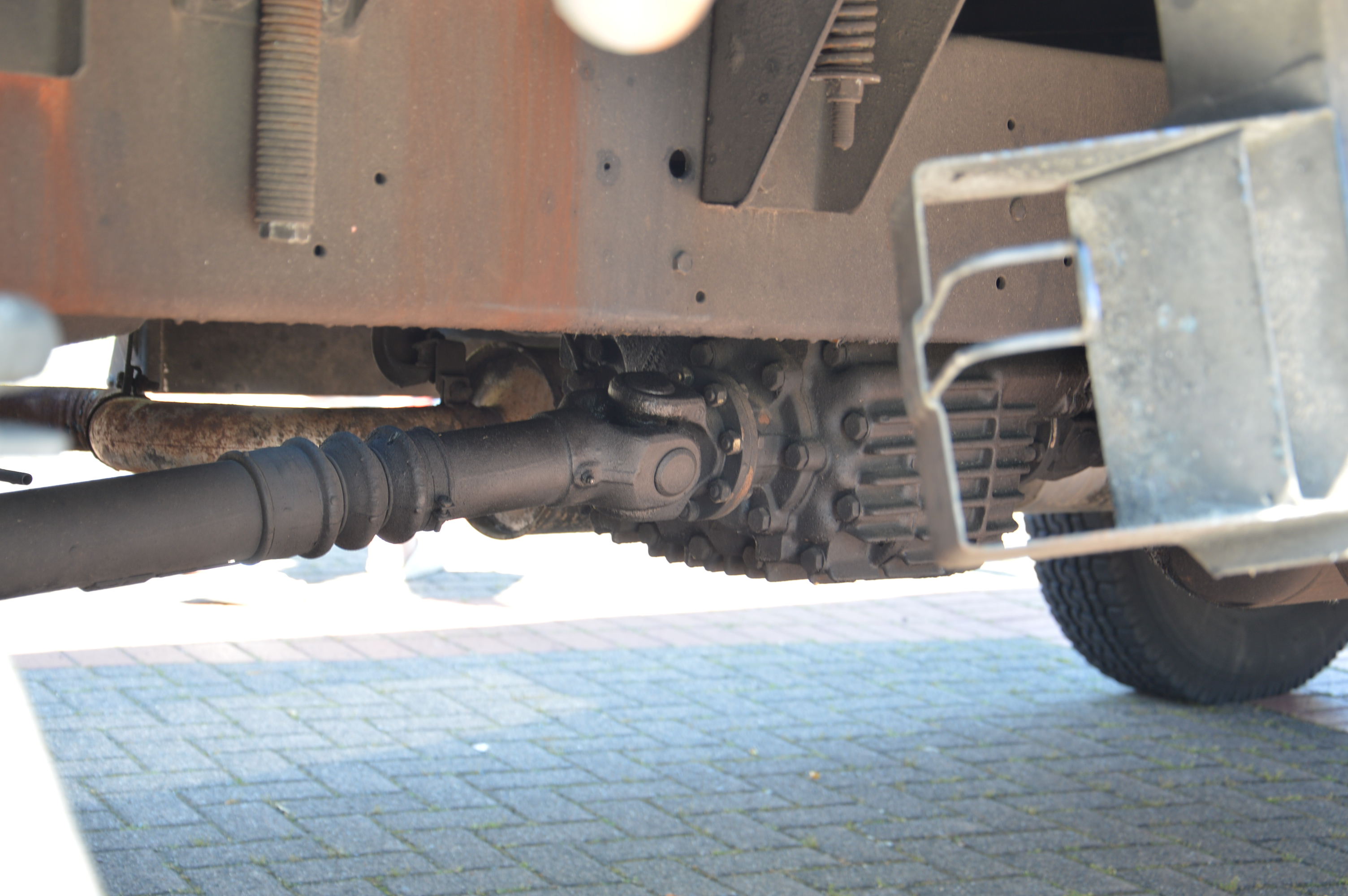
Boîte de transfert d’un LAF 911

Les modèles à transmission intégrale disposent de trois arbres de transmission comme élément de transmission de puissance. Ils disposent également d’une boîte de transfert avec des rapports pour la route et tout-terrain. Le rapport de démultiplication de la boîte de vitesses est de 6,833:1 sur l’essieu avant, plus élevé que celui de l’essieu arrière qui est de 6,857:1. L’entraînement des roues avant doit être activé manuellement. Les engrenages de différentiels peuvent être verrouillés.

### Moteur
Le moteur des premiers véhicules était l’OM 312 de Mercedes-Benz, un moteur Diesel six cylindres en ligne à quatre temps avec deux soupapes vertical, injection par préchambre et refroidissement à eau. Le bloc-cylindres en fonte alliée au molybdène et le carter divisé sont constitués d’une seule pièce. Avec un alésage de cylindre de 90 mm et une course de piston de 120 mm, le moteur a une cylindrée totale de 4 580 cm³. Les pistons sont des pistons forgés en alliage léger de Mahle, chacun avec quatre segments de compression et deux segments racleurs d’huile. La puissance est transmise via des bielles en acier trempé divisées en diagonale à un vilebrequin forgé à sept roulements, trempés à la flamme au niveau des points d’appui. Les bielles et le vilebrequin sont équipés de paliers lisses en bronze au plomb avec des coques de support en acier. Le vilebrequin est équipé de six contrepoids et d’un amortisseur de vibrations.
Un quadruple arbre à cames monté sur paliers lisses circule dans le carter moteur et est entraîné par des engrenages droits hélicoïdaux. Il actionne les soupapes suspendues via des tiges de poussée et des culbuteurs. Chaque cylindre possède une soupape d’admission et une soupape d’échappement. La culasse recouvrant tous les cylindres est dotée d’un joint contenant de l’amiante.
La lubrification par circulation sous pression fonctionne avec une pompe à huile à engrenages dans le carter d’huile et un filtre à fente dans le flux principal. La pompe à carburant délivre le carburant du réservoir à travers un filtre en tube de feutre jusqu’à la pompe d’injection Bosch PES 6 A70 B 410 RS 64/7, qui l’injecte dans les antichambres via les injecteurs Bosch DNO SD 211. La pompe d’injection est équipée d’un régulateur centrifuge. L’air est aspiré avant et le refroidisseur et nettoyé à l’aide d’un filtre à air à bain d’huile. Le moteur est refroidi par un refroidisseur tubulaire dont l’air chaud évacué est évacué par un ventilateur.
Les moteurs OM 321 utilisés à partir de 1962 sont basés sur l’OM 312 et ont une cylindrée augmentée. Les moteurs OM 352, quant à eux, sont des moteurs à injection directe.

## Production L 328 / L 911
| Année             | 1961 | 1962 | 1963 | 1964 | 1965 | 1966 | 1967 | 1968 | 1969 | total |
| ----------------- | ---- | ---- | ---- | ---- | ---- | ---- | ---- | ---- | ---- | ----- |
| L 328 / L 911     | 5221 | 3974 | 4090 | 3881 | 3837 | 3669 | 2977 | 3295 | 33   | 30977 |
| LA 328 / LA 911   | 773  | 765  | 505  | 782  | 656  | 872  | 637  | 824  | 21   | 5835  |
| LP 328 / LP 911   | 761  | 1211 | 1533 | 1251 | 1047 | 633  | 374  | 371  | 28   | 7209  |
| LAP 328 / LAP 911 | 16   | 10   | 8    | 6    | 6    | 4    | 1    | 0    | 0    | 51    |